# 苏拉切
苏拉切（法語：Soulatgé，法語發音：[suladʒe] ⓘ）是法国奥德省的一个市镇，属于卡尔卡松区。

## 地理
苏拉切（42°52'42"N, 2°30'15"E）面积24.16 平方千米，位于法国奧克西塔尼大區奥德省，该省份为法国南部沿海省份，北起塔恩省，西北接上加龙省，西接阿列日省，南至东比利牛斯省，东临地中海，东北与埃罗省接壤。
与苏拉切接壤的市镇（或旧市镇、城区）包括：欧里亚克、锡诺布勒河畔屈比耶尔、迪亚克-苏佩尔佩蒂斯、富尔图、马萨克、鲁菲阿克代科尔比埃、圣保罗德弗努耶。
苏拉切的时区为UTC+01:00、UTC+02:00（夏令时）。

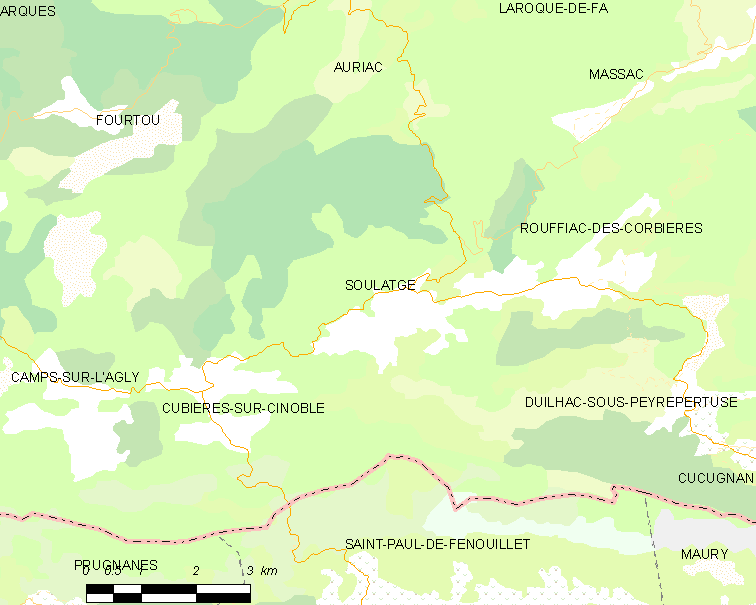
苏拉切的OSM定位图

## 行政
苏拉切的邮政编码为11330，INSEE市镇编码为11384。

## 政治
苏拉切所属的省级选区为莱科比耶尔县。

## 人口

1962-2008年间苏拉切人口变化图示

苏拉切于2022年1月1日时的人口数量为130人。